# Pisel
Pisel (også pissel eller pesel, på nordfrisisk Piisel) var i Sønderjylland gårdens storstue, som for det meste var beliggende i gårdens østende. Rummet blev traditionelt placeret bag opholdsstuen, køkkenet og diele. Den blev til daglig brugt som opbevaringsted af sengetøj eller dækketøj. Stuen er ofte paneleret og blev kun varmet op af en bilæggerovn fra køkkenet. I mange gårde var piselen også ligstuen, hvor den afdøde lå indtil begravelsen. I pisels endevæg fandtes ofte en ligdør, som åbnedes, når et lig skulle føres bort.
Ordet står i modsætning til sønderjysk dørns, som var gårdens daglige opholdsrum.